# Mesoleptus biguttulus
Mesoleptus biguttulus là một loài tò vò trong họ Ichneumonidae.